# Baldovin, Hunedoara
Baldovin este un sat în comuna Baia de Criș din județul Hunedoara, Transilvania, România.

## Lăcașuri de cult
Biserica „Sfântul Ierarh Nicolae” din satul Baldovin prezintă următoarea planimetrie: un altar pentagonal decroșat, un naos dreptunghiular, o intrare principală, pe latura sudică,  un turn-clopotniță semidecroșat, cu o fleșă etajată, învelită în tablă; mai există două intrări, pe laturile de nord și de vest. Lăcașul a fost construit în anul 1930, în timpul păstoririi preotului Amos Florea, fiind împodobit iconografic în perioada 1941-1942; ultimele reparații mai importante i s-au adus în anul 1986. Predecesoarea sa a fost o bisericuță din bârne, ridicată, probabil, la cumpăna secolelor XVII-XVIII; în 1755 era descrisă ca fiind „de lemn, nesfințită”.

## Imagini

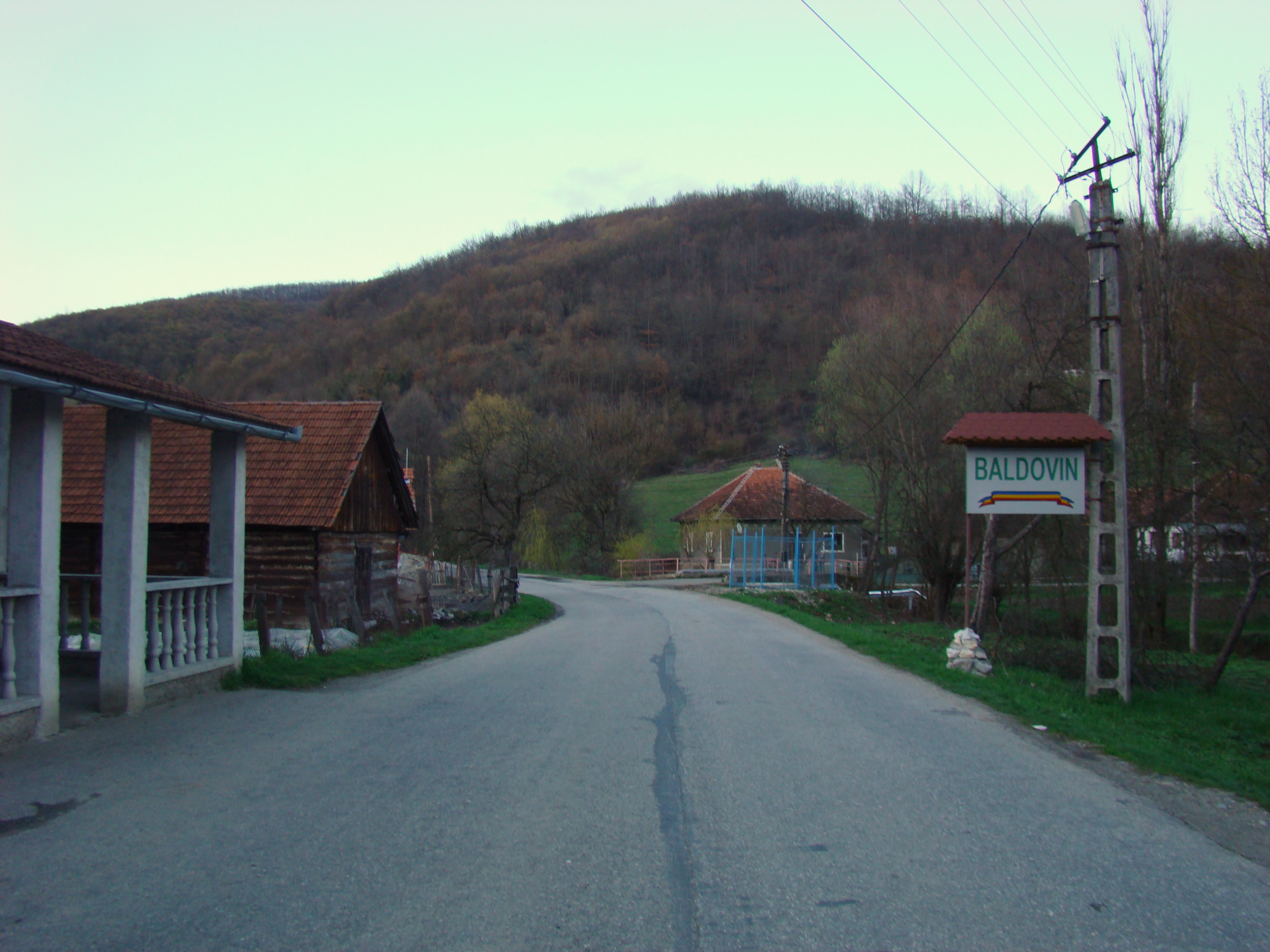
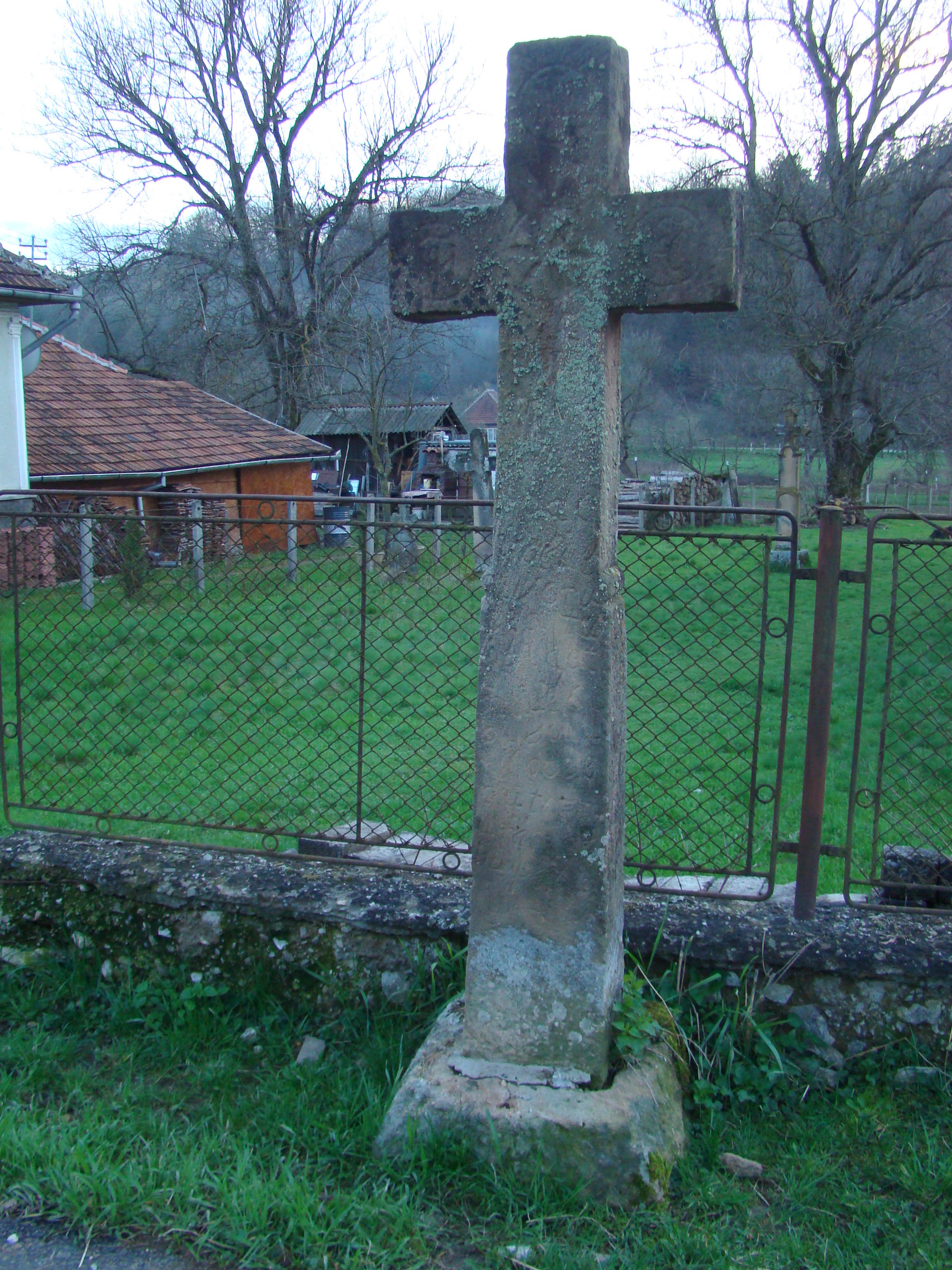